# Superettan de 2010
A Segunda Divisão do Campeonato Sueco de Futebol da temporada 2010, denominada oficialmente de Superettan 2010, foi disputada entre 10 de abril e 23 de outubro de 2010. O campeão foi o Syrianska FC e o vice foi o IFK Norrköping, que foram promovidos para a Primeira Divisão do Campeonato Sueco de Futebol 2011, denominada Allsvenskan 2011.

## Formato
O campeonato conta com a participação de 16 equipes, que jogam 30 rodadas, em jogos de turno e returno. Cada vitória vale 3 pontos, empate 1 ponto e derrota 0 pontos.

## Participantes
- Ängelholms FF
- Assyriska FF
- Degerfors IF
- Falkenbergs FF
- FC Trollhättan
- FC Väsby United
- GIF Sundsvall
- Hammarby IF
- IFK Norrköping
- IK Brage
- Jönköpings Södra IF
- Landskrona BoIS
- Ljungskile SK
- Örgryte IS
- Östers IF
- Syrianska FC

## Campeão
| Superettan 2010      |
| Sweden               |
| -------------------- |
| Syrianska FC Campeão |